# Magín Catalá y Guasch
 Fray Magí Catalán y Guasch  (Montblanch, 1761 - Santa Clara, California, 1830) fue un misionero español en la costa del Pacífico los Estados Unidos y Canadá.

## Antecedentes familiares
Nació el 30 de enero de 1761, junto con otro hermano gemelo. Era hijo de los esposos Macià Catalán y Rojo y Francesca Guasch y Burgueras.

## Biografía
Con dieciséis años, los dos hermanos gemelos ingresaron a la orden franciscana en Barcelona. Estudió filosofía, teología y moral a Madrid y fue investido sacerdote el 1785.
Poco después fue a Cádiz donde embarcó hacia América con el padre José de la Cruz Espi. Llegados a México, Fray Magí ingresa en el Colegio Misionero de San Fernando. Pasó unos años hasta que fue destinado a las misiones de la costa oeste de los actuales países de Estados Unidos y Canadá, para acompañar a los viajeros de la ruta de la bahía de Nutca, actuando como capellán de la fragata  Aranzazu .
El 1794 es enviado a Monterrey, y, poco tiempo después, el enviarían a la Misión de Santa Clara, en la costa del Pacífico. Casi nunca más salió de Santa Clara y su obra evangelizadora y humanitaria fue extraordinaria entre los indios americanos. Murió el 22 de noviembre de 1830 y fue enterrado en la catedral de San Francisco.

## Memoria
El 1884 el arzobispo de San Francisco, el dominicano catalán Josep Sadoc y Alemán, instruyó el proceso canónico de beatificación de Fray Magí, en el que declararon 62 testigos.
El 1908, la Curia Romana ordenó la instrucción del proceso de "non cultural", así como la colección de escritos del misionero catalán.
Su memoria se mantiene en Montblanch, donde hay una calle dedicada a su nombre, ya la casa de esta calle donde nació el misionero hay una placa de mármol conmemorativa.
En las costas de Vancouver, hay una pequeña isla que se llama Catala Island en su honor (49 º 50 "Norte, 127 º 3" Oeste).
También hay un estrecho entre islas conocido como  Catala Passage  (52 º 16 "Norte, 128 º 43" Oeste) en la Columbia Británica, Canadá.